# Renault 5 E-Tech
Renault 5 E-Tech är en elbil som tillverkas av den franska biltillverkaren Renault sedan 2024. Bilen hade visats i konceptform på IAA 2021.
Renault 5 E-Tech utsågs till årets bil i Europa 2025.

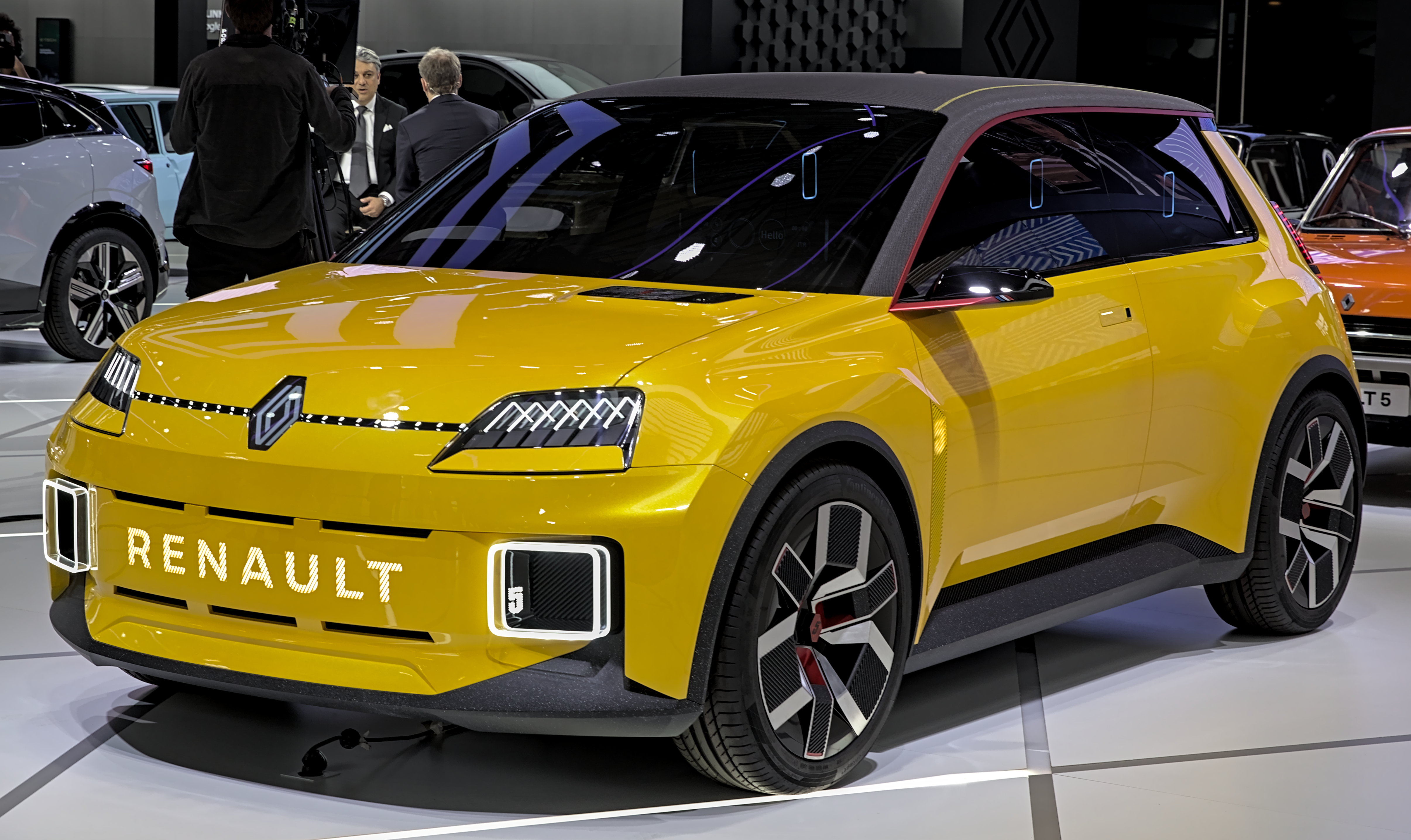
Renault 5 Prototype IAA 2021.

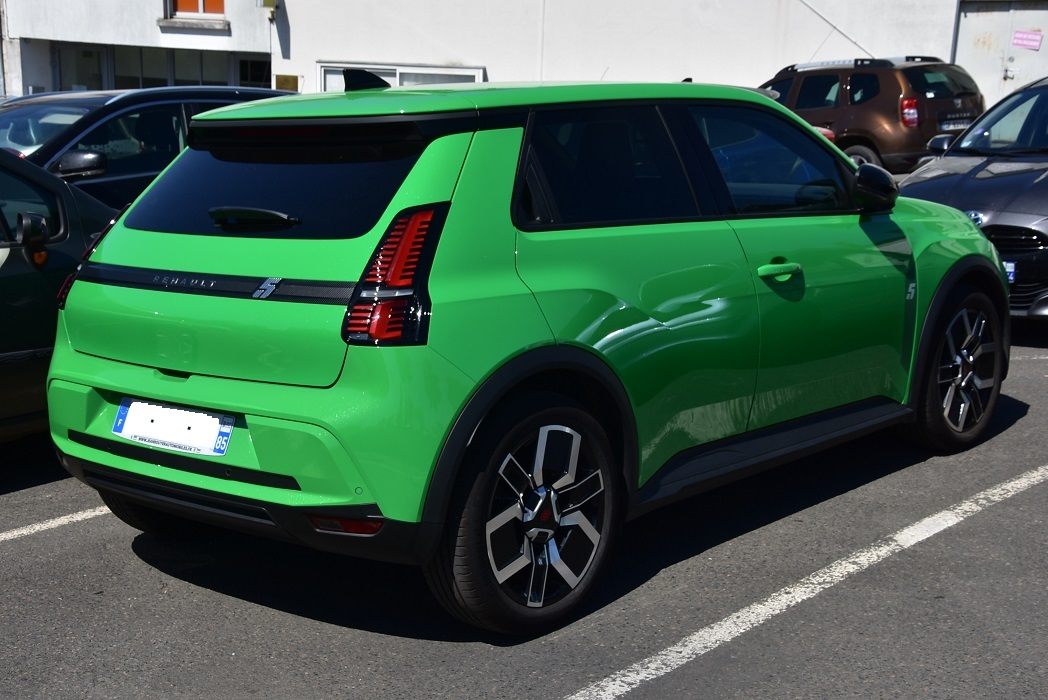
Bakifrån av produktionsmodellen, på en parkeringsplats.

## Alpine A290
Parallellt med den vanliga 5 E-Tech erbjuds en sportigare prestandamodell under Alpine-namnet.

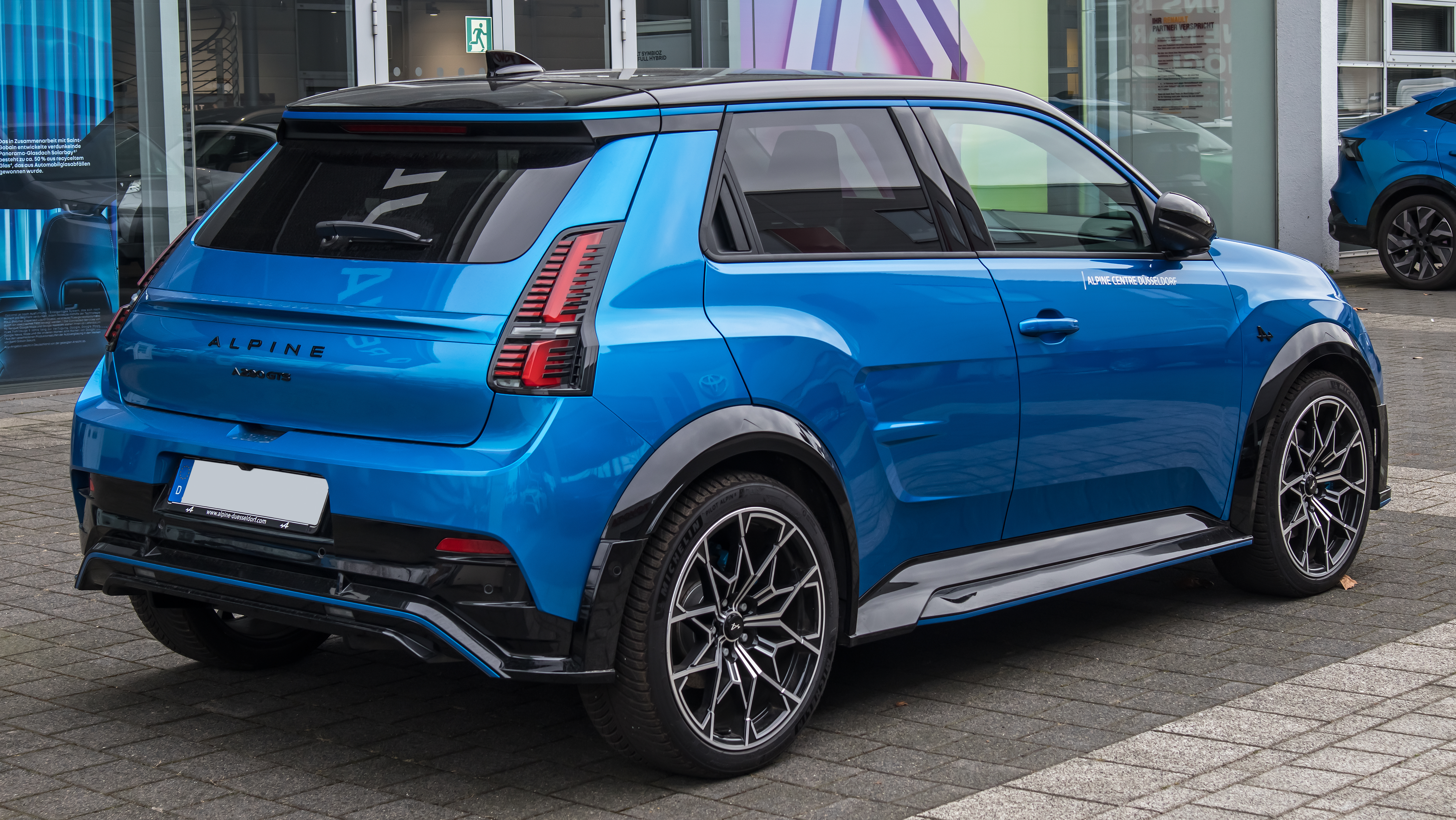
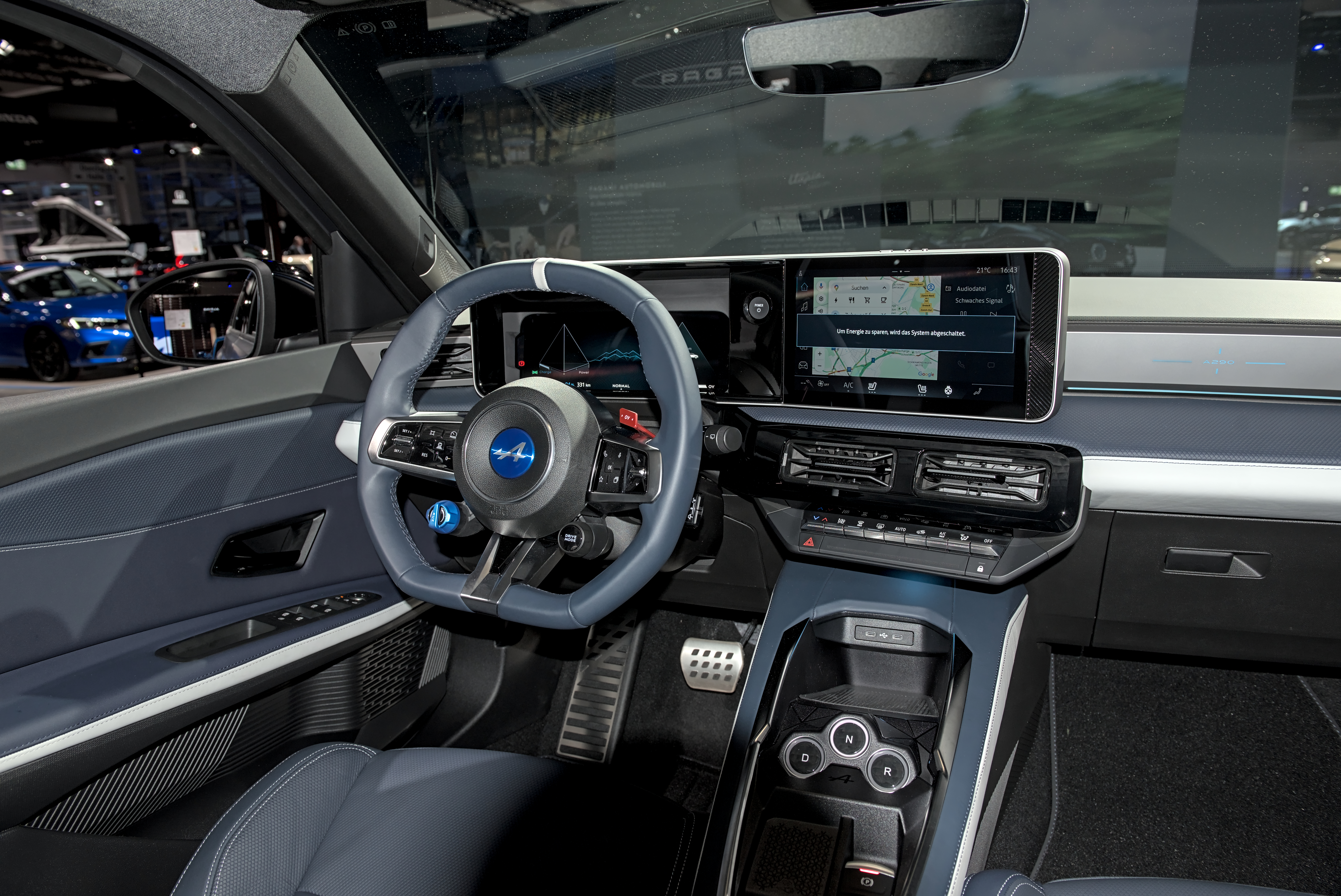